# Mario Ceroli

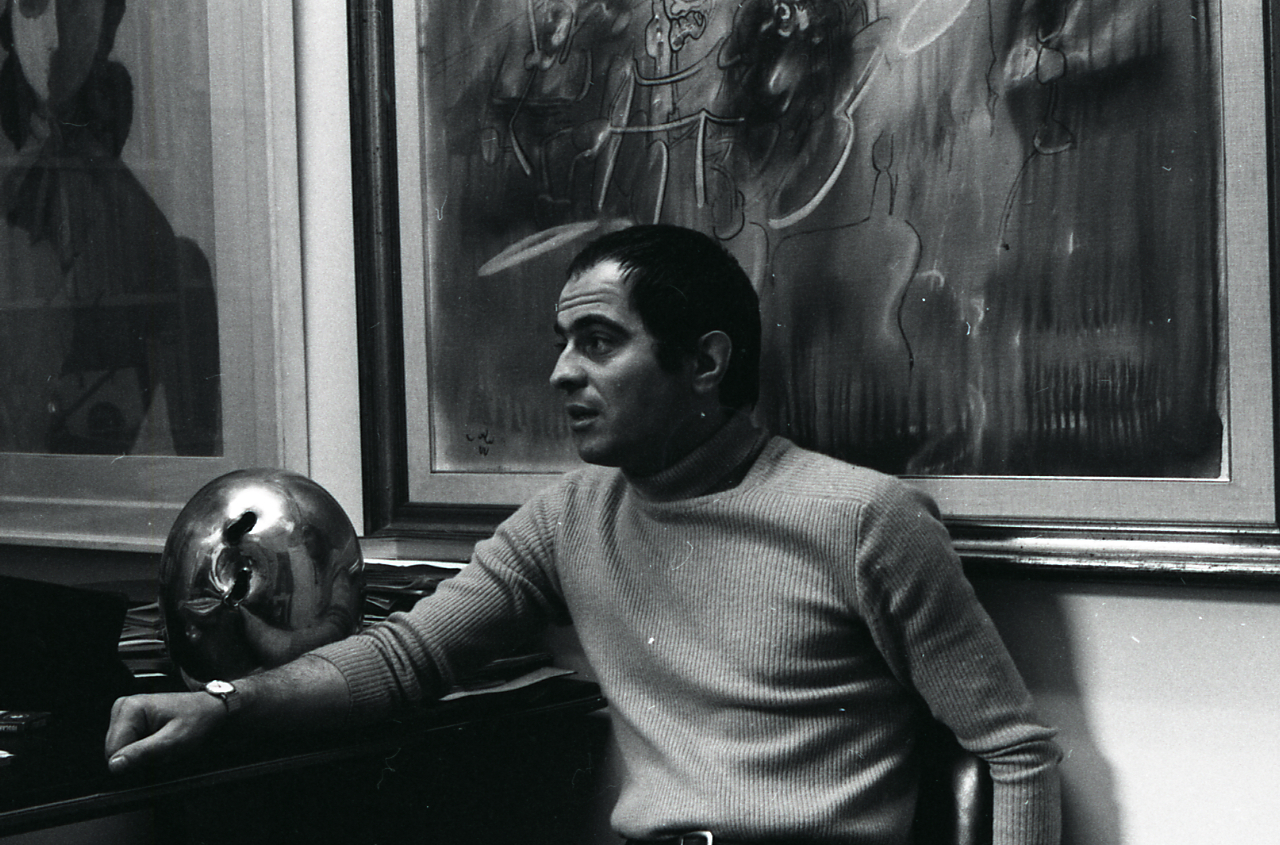
Mario Ceroli, fotografiert um 1970 von Paolo Monti

Mario Ceroli (* 17. Mai 1938 in Castel Frentano) ist ein italienischer Künstler.

## Biographie
Mario Ceroli wurde am 17. Mai 1938 in Castel Frentano geboren. Er ist Mitglied der Accademia di San Luca. 
In den 1970er Jahren hatte er eine Beziehung mit der italienischen Schauspielerin Daria Nicolodi. Aus der Beziehung ging eine Tochter, Anna (* 1972), hervor, welche jedoch 1994 bei einem Verkehrsunfall starb.

## Werke (Auswahl)
Als Künstler wendete er sich überwiegend Skulpturen und Bühnenbildern zu. Seine Szenenbilder schuf er überwiegend aus rohem Kistenholz, welches er zuvor mit der Säge zugeschnitten und anschließend grob zusammengefügt hatte.

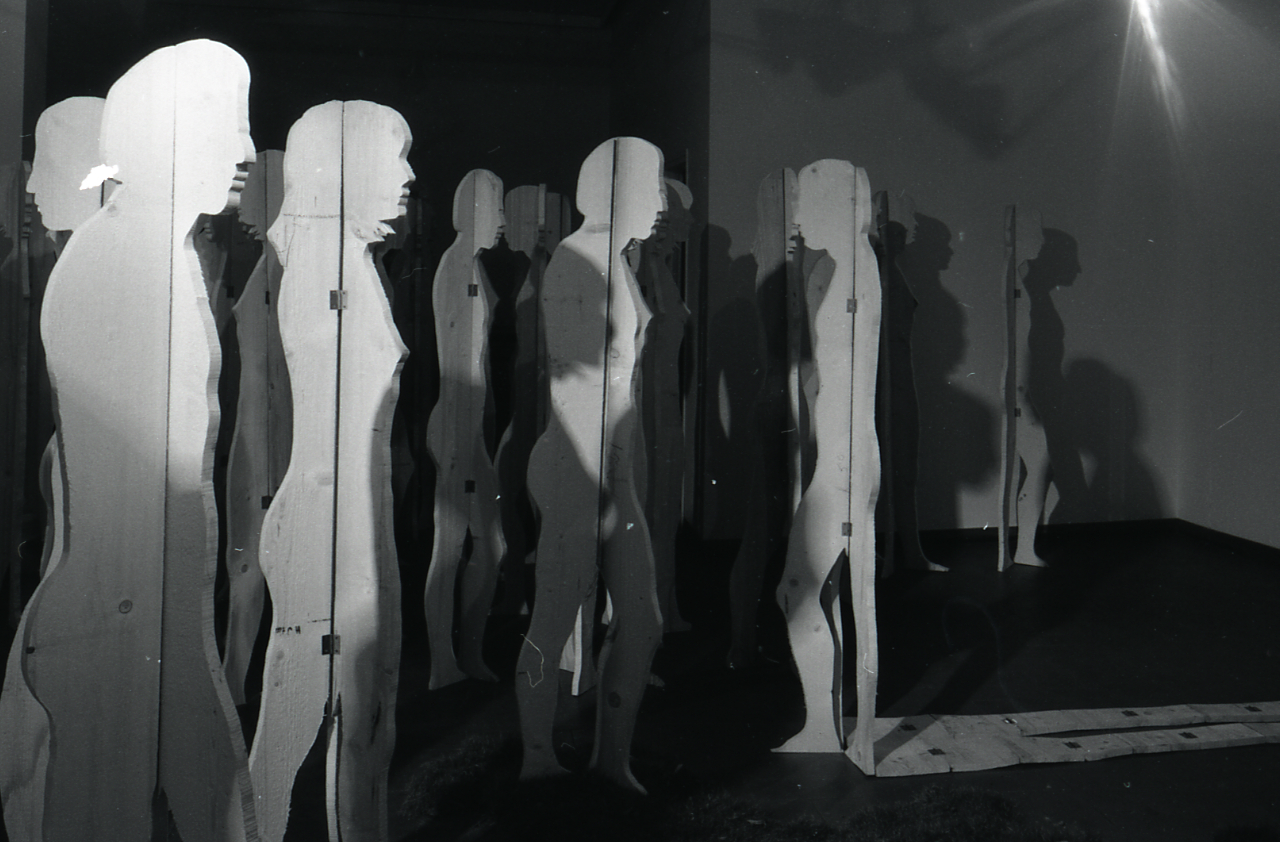
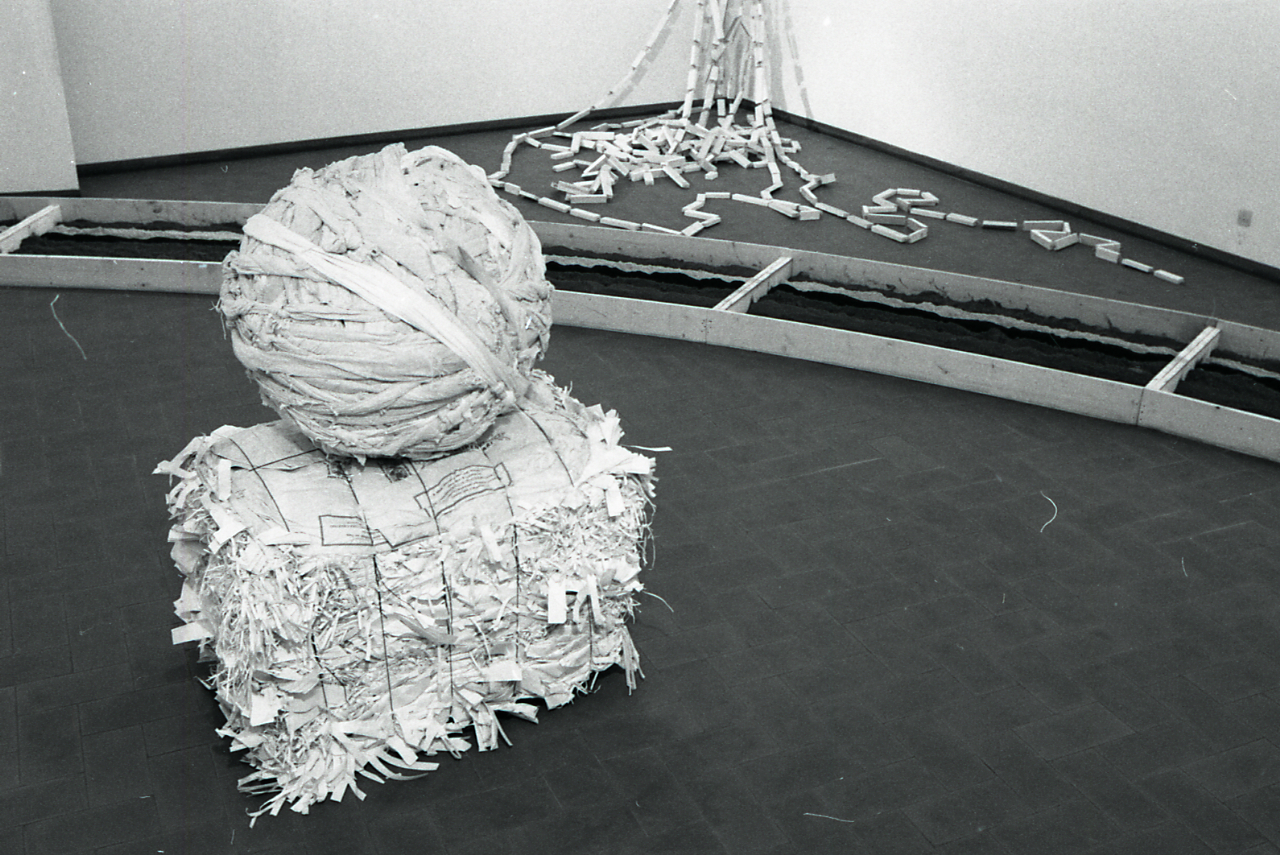
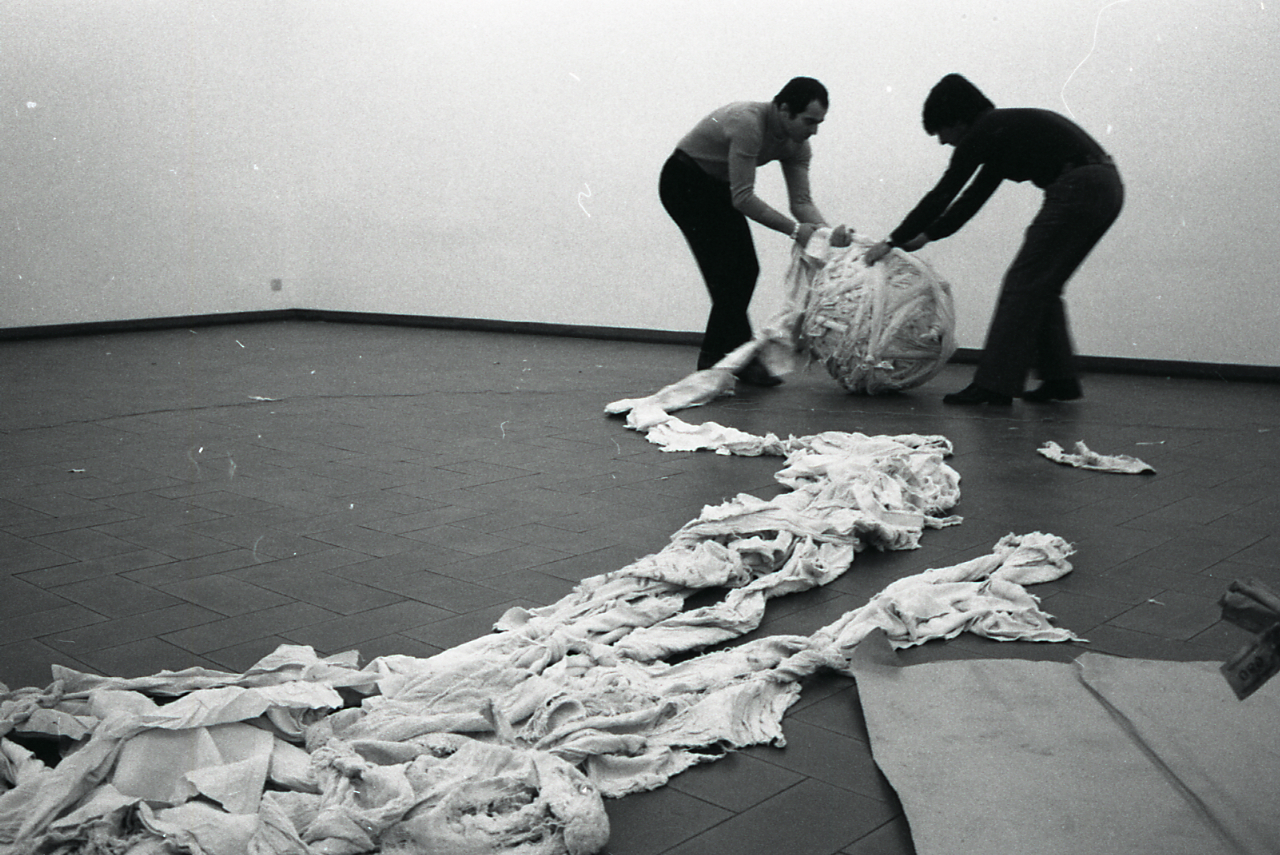
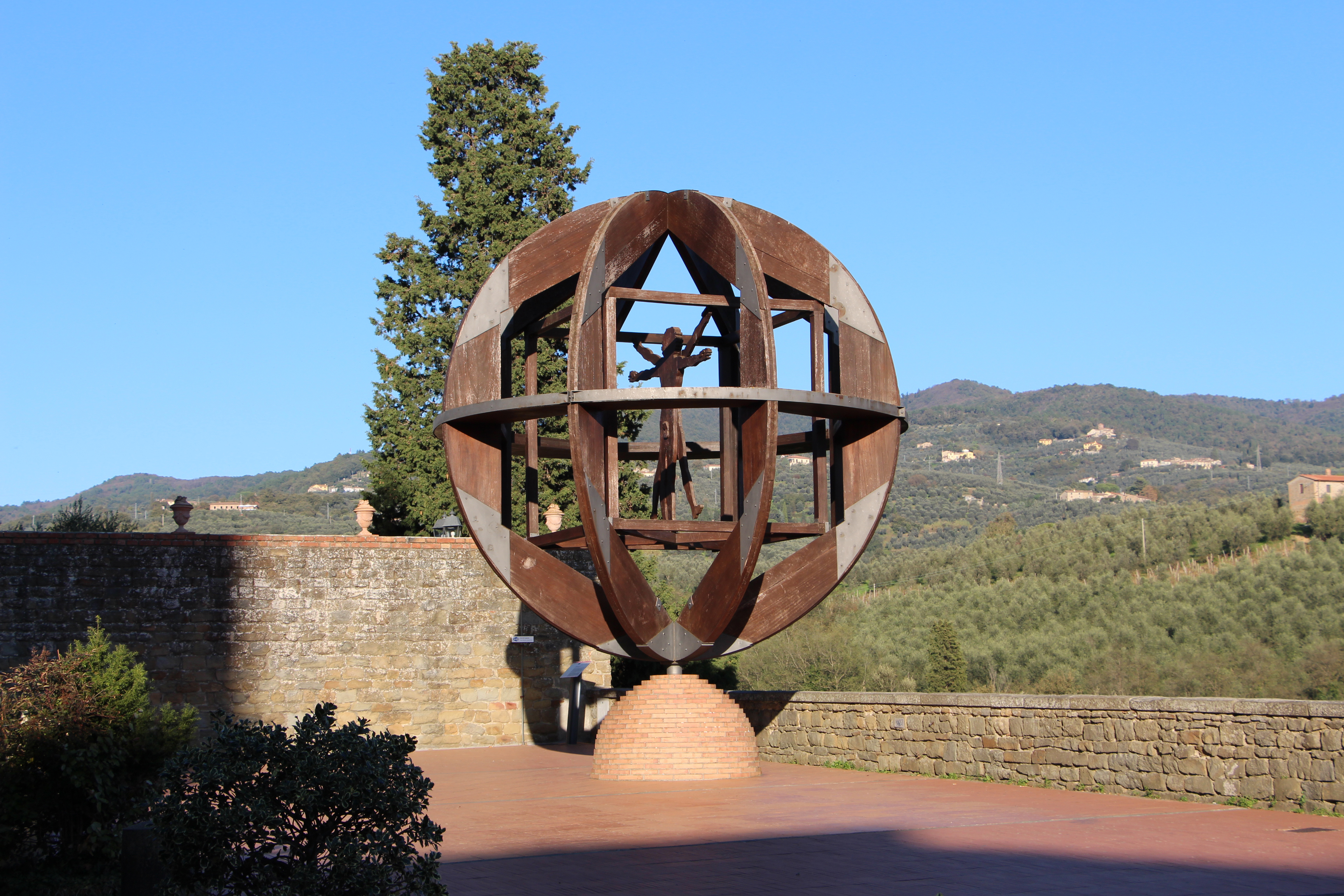
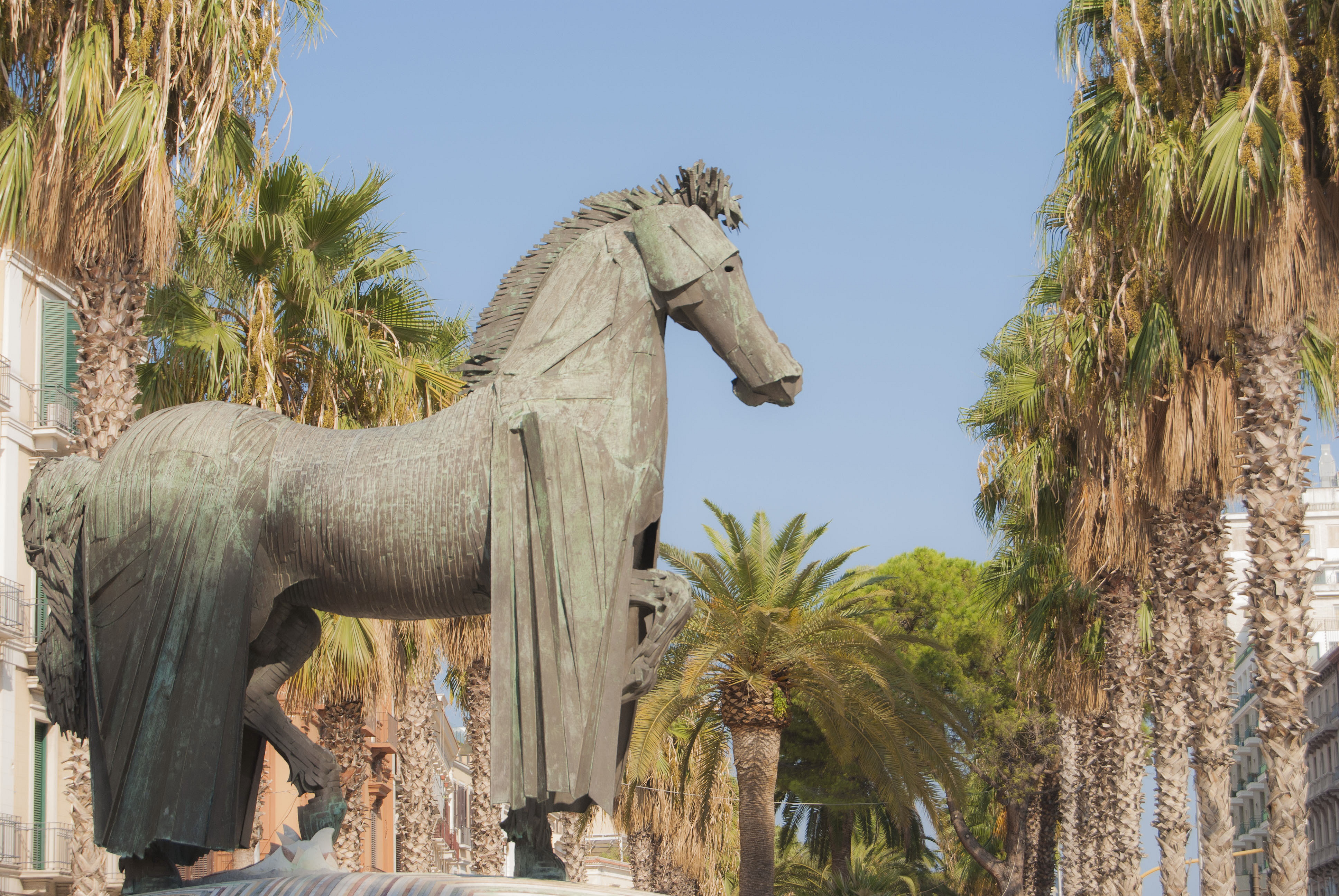
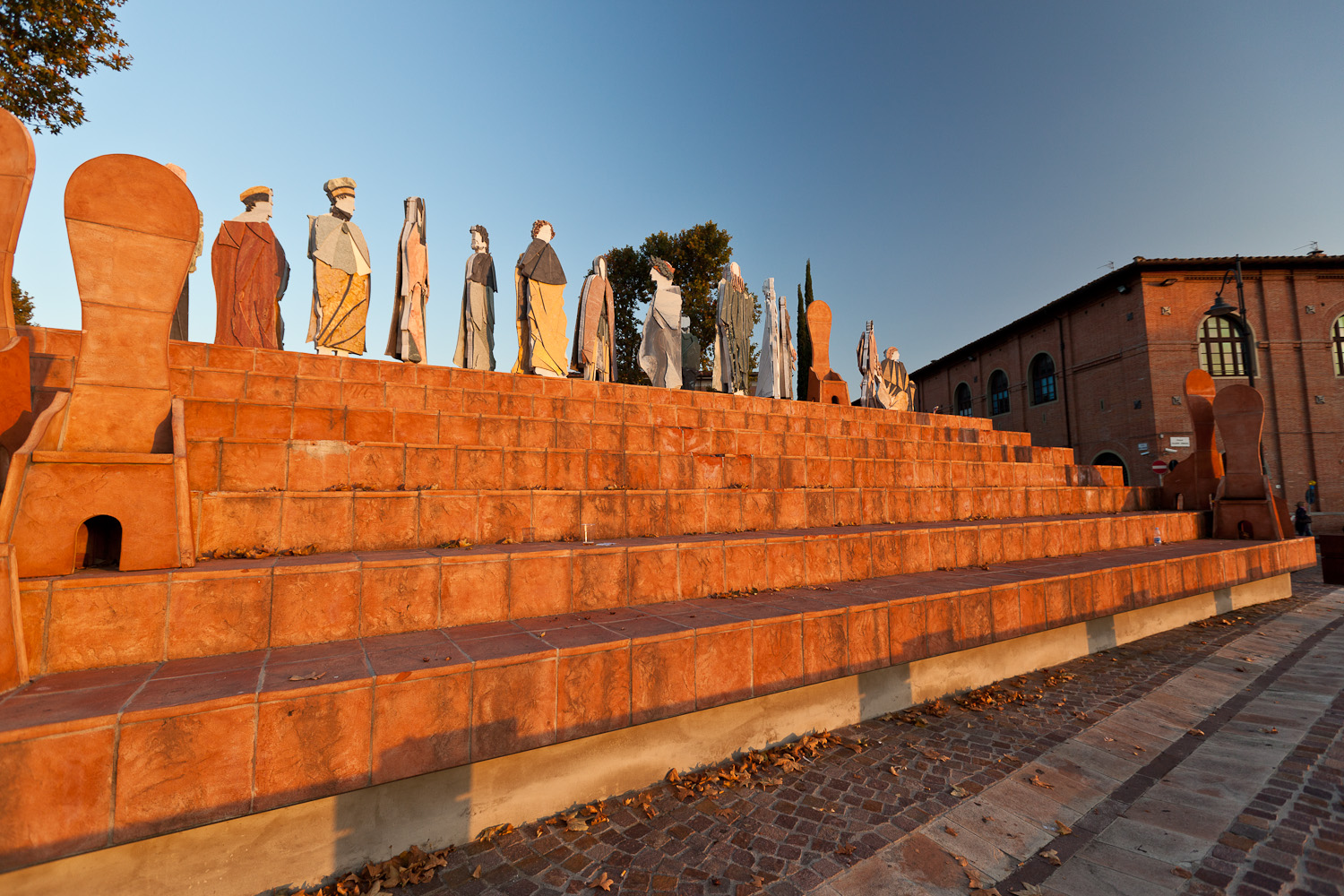